# Vizelin

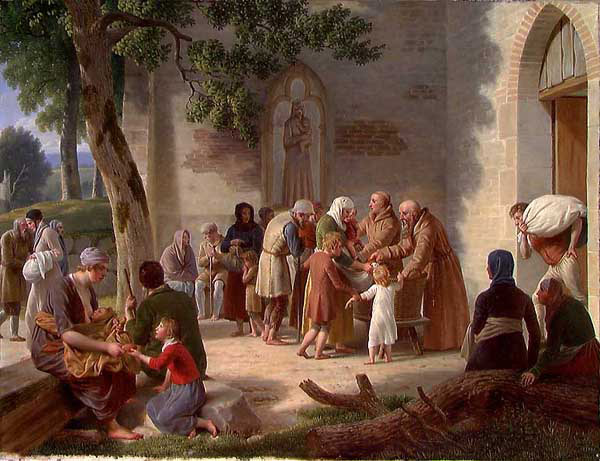
Vizelin verteilt Lebensmittel an Bedürftige (Ölgemälde von Christoffer Wilhelm Eckersberg, 1812)

Vizelin (Vicelin, Wissel, Witzel, Vicelinus) (* um 1090 in Hameln; † 12. Dezember 1154 in Neumünster) war Bischof von Oldenburg und Missionar der ostholsteinischen Slawen. Er wird in der römisch-katholischen Kirche als Heiliger verehrt. Die evangelische Kirche in Deutschland erinnert ebenfalls an Vizelin als denkwürdigen Glaubenszeugen.

## Leben
Vizelin wurde nach dem frühen Tod seiner Eltern zunächst bei Verwandten bei Hameln, dann auf der Burg Everstein bei Holzminden erzogen. Nach mehrjährigem Studium in der Paderborner Domschule kam er 1118 nach Bremen, erhielt hier eine Pfründe am Domstift und wirkte vier Jahre als Scholaster. Später ging er zu ausgiebigen Studien nach Laon in Frankreich.
1126 kehrte er nach Deutschland zurück, ging allerdings nicht nach Bremen, sondern nach Magdeburg, wo er von Erzbischof Norbert von Xanten, dem Gründer des Prämonstratenserordens, zum Priester geweiht wurde. Vizelin hoffte wohl, von Erzbischof Norbert als Missionar zu den Slawen gesandt zu werden. Da dieser Wunsch nicht in Erfüllung ging, zog er nach Bremen, wo ihn Erzbischof Adalbero als Missionar zu den Wagriern im Raum Alt-Lübeck entsandte, einem Teilstamm des Slawenvolkes der Abodriten. Dort begann Vizelin 1126/7 seine Arbeit, musste sie aber Anfang des Jahres 1128 wegen der nach dem Tod des Abodritenfürsten Heinrich ausbrechenden Nachfolgekämpfe wieder beenden.
Anschließend betraute Erzbischof Adalbero ihn auf Ersuchen des Overboden Marcrad I. mit der Seelsorge der Holsten im slawisch-sächsischen Grenzgebiet. Deren sächsische Bewohner hatten nach dem Bericht Helmolds von Bosau von der christlichen Religion nichts als den Namen angenommen. Ihren Kult übten sie ähnlich wie die Slawen in heiligen Hainen oder an Quellen aus. Vizelin begann sein Missionswerk und sammelte gleichgesinnte Priester um sich, mit denen er der das Augustiner-Chorherrenstift Neumünster gründete. Im Jahr 1134 wurde von Kaiser Lothar III. auf Vizelins Rat die Feste Segeberg mit einer weiteren Kirche der Augustiner-Chorherren errichtet, von der aus Vizelin dann drei Jahre lang im Gebiet der Wagrier predigte.
Durch kriegerische Eroberung in den Jahren 1138 und 1139 gerieten die Gebiete der abodritischen Teilstämme der Wagrier und Polaben unter sächsische Herrschaft. In Teilen Wagriens, das Herzog Heinrich der Löwe als Lehen an den Grafen Adolf II. von Holstein gab, begann der neue Herr ab 1143 deutsche Siedler aus Westfalen und dem Nordseeraum anzusiedeln. Nach dem sogenannten Wendenkreuzzug des Jahres 1147 sah der neue Erzbischof Hartwig I. von Hamburg-Bremen die Gelegenheit gekommen, die im Slawenaufstand von 1066 untergegangenen abodritischen Bistümer Oldenburg, Ratzeburg und Mecklenburg zu restituieren.

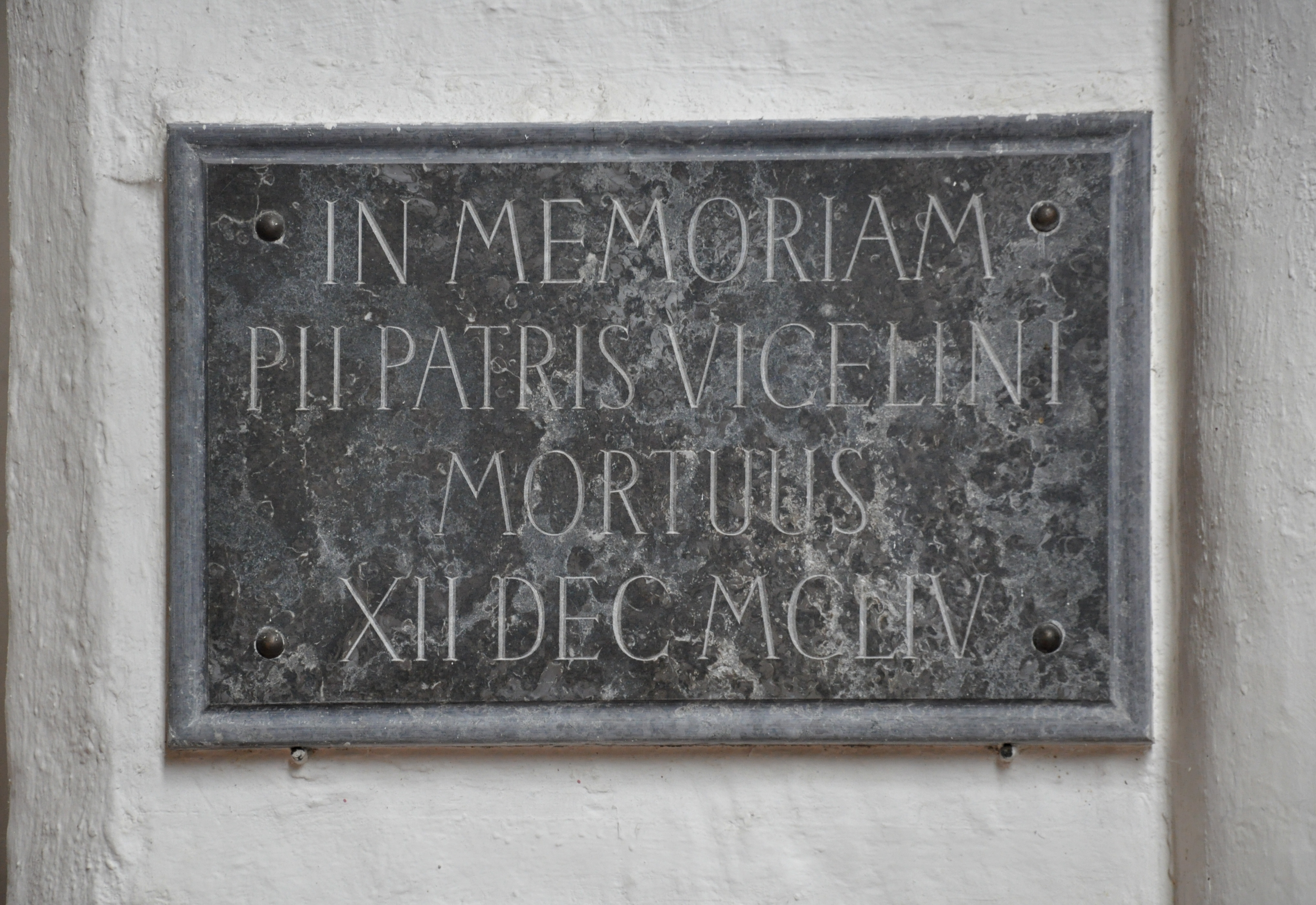
Gedenktafel

Am 25. September 1149 wurde Vizelin gemeinsam mit dem mecklenburgischen Bischof Emmehard von Erzbischof Hartwig zum Bischof des Wagrierbistums Oldenburg geweiht. Er geriet damit jedoch in die Mühlen des Konfliktes zwischen Erzbischof Hartwig und Herzog Heinrich. Erst Ende 1150, nachdem sich der bereits von einem Schlaganfall schwer getroffene Vizelin in Oldenburg von der desolaten Situation an seinem Bischofssitz und in seinem gesamten Sprengel überzeugt hatte, unterwarf er sich gegen den Willen seines Erzbischofs der vom Herzog geforderten Investitur durch Heinrich den Löwen. Damit gewann Vizelin den notwendigen politischen Rückhalt für sein Missionswerk. Heinrich der Löwe veranlasste im Gegenzug sofort eine angemessene materielle Ausstattung des Bistums. Vizelin erhielt das Dorf Bosau am Plöner See samt einem Vorwerk als neue Missionsbasis, wo er sofort mit dem Kirchbau der Petrikirche begann. 1152 traf Vizelin bei einem Aufenthalt in Faldera (Neumünster) ein zweiter schwerer Schlaganfall. Vizelin starb nach zweieinhalb Jahren schwerer Leiden am 12. Dezember 1154 in Faldera und wurde dort auch bestattet.
Nach seiner Heiligsprechung wurden die Reliquien Vizelins 1332 in die Kirche des mittlerweile von Neumünster nach Bordesholm verlegten Chorherrenstiftes überführt. Das Grab des Heiligen ist heute nicht mehr nachweisbar, in der Kirche Klosters Bordesholm erinnert jedoch eine Gedenktafel aus der Zeit des Barock an seine Grabstätte.

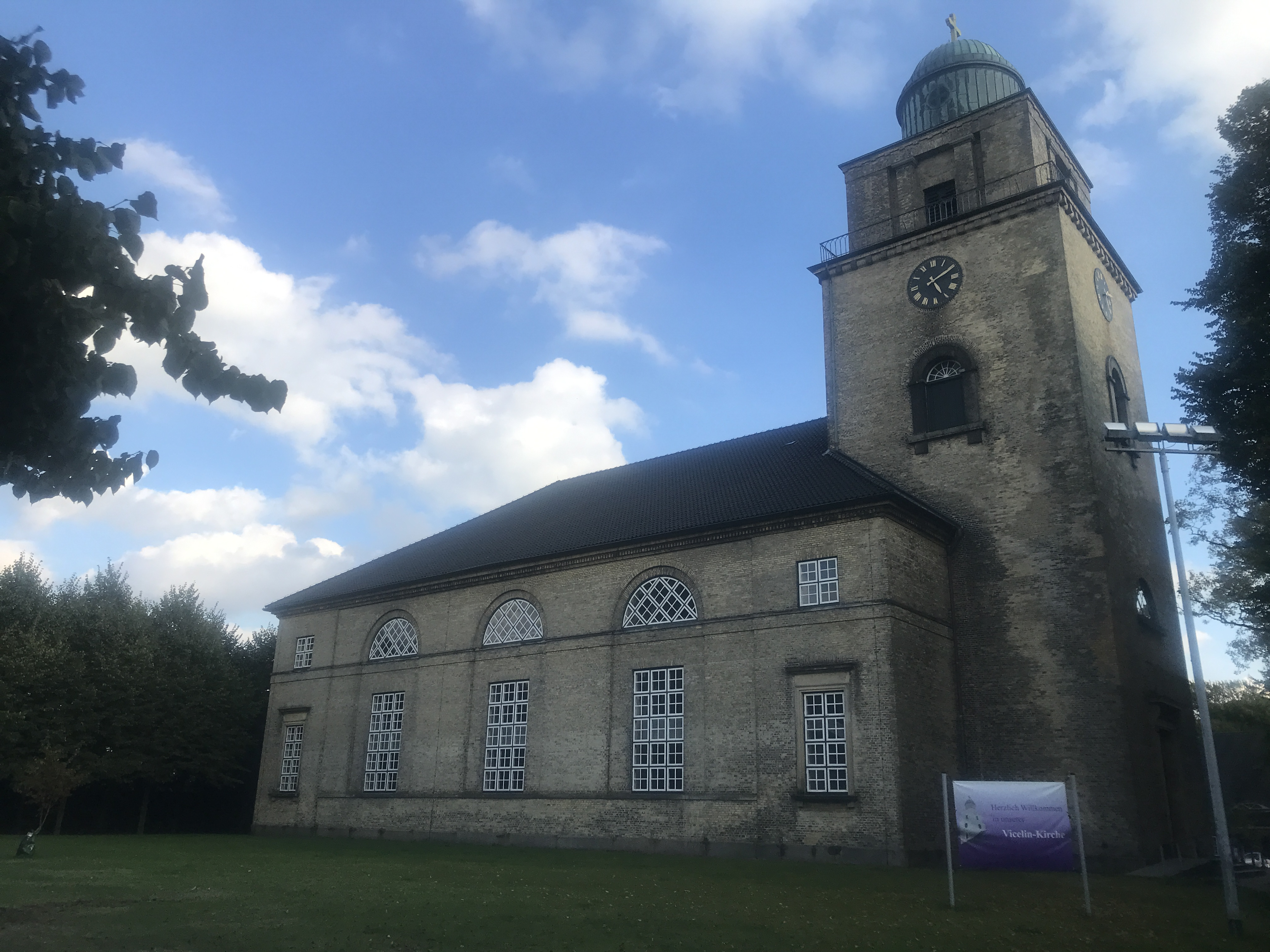
Die Vicelin-Kirche in Neumünster

## Verehrung
- Der Gedenktag des hl. Vizelin ist in der katholischen Kirche und im evangelischen Namenkalender der 12. Dezember
- In Holstein werden Kirchen, die ihre Entstehung der Missionstätigkeit Vizelins verdanken, heute noch Vicelinkirchen genannt, oftmals handelt es sich um alte Feldsteinkirchen. Vizelinkirchen befinden sich in Segeberg, Bornhöved, Pronstorf, Bosau, Neukirchen, Ratekau, Bad Schwartau (Rensefeld), Süsel, Warder und Bad Oldesloe. Dem hl. Vizelin geweihte Kirchen gibt es weiterhin in Lübeck, Norderstedt, Hamburg-Sasel und Neumünster.
- Der ca. 100 km lange Radrundweg Vicelinweg führt von Neumünster über Bordesholm, Preetz und Bornhöved zurück nach Neumünster. So kann das Leben und Wirken Vizelins in der Region nachvollzogen werden.[1]